# Wilhem van Haan
Wilhem van Haan (Rotterdam, 24 de setembre de 1849 - 26 de setembre de 1930) fou un compositor neerlandès.
Estudià música en la mateixa ciutat amb els professors Nicolai, Lange i Bargiel, i des del 1870 fins al 1871 al Conservatori de Leipzig. Va ser director del Cäcilienverein de Bingen i del Mozartverein de Darmstadt; des del 1878 dirigí l'orquestra de Palau en aquesta última ciutat. Compongué obres corals per a homes, amb orquestra, (Der Königssohn, Das Grab im Busento, etc.,), cantars, etc.,.

## Òperes escrites per Haan
- Die Kaiserstochter (Darmstadt, 1885)
- Die Inkasöhne (Darmstadt, 1895)